# Timofei Sergejewitsch Skopin
Timofei Sergejewitsch Skopin (russisch Тимофей Сергеевич Скопин, wiss. Transliteration Timofej Sergeevič Skopin; * 5. April 1989) ist ein ehemaliger russischer Eisschnellläufer.

## Werdegang
Skopin wurde im Jahr 2008 russischer Juniorenmeister im Kleinen-Vierkampf und belegte bei den Juniorenweltmeisterschaften 2007 in Innsbruck den sechsten Platz in der Teamverfolgung. Im folgenden Jahr kam er bei den Juniorenweltmeisterschaften in Changchun auf den 17. Platz im Kleinen-Vierkampf und auf den zehnten Rang in der Teamverfolgung. In der Saison 2008/09 lief er in Berlin seinen ersten Eisschnelllauf-Weltcup, wobei er in der B-Gruppe die Plätze 26 und 17 über 500 m errang. Zudem erreichte er dort über 1500 m mit dem 23. Platz sein bestes Ergebnis im Weltcup. Bei der Winter-Universiade 2009 in Harbin lief er auf den neunten Platz über 500 m, auf den achten Rang über 1000 m und auf den fünften Platz über 1500 m. In der Saison 2009/10 absolvierte er in Salt Lake City seinen letzten Weltcup, welchen er in der B-Gruppe auf dem 15. Platz über 1000 m beendete und belegte bei den Olympischen Winterspielen 2010 in Vancouver den 35. Platz über 500 m.

## Erfolge

### Olympische Spiele
- 2010 Vancouver: 35. Platz 500 m

### Persönliche Bestzeiten
| Disziplin | Zeit        | Datum             | Ort            |
| --------- | ----------- | ----------------- | -------------- |
| 500 m     | 35,33 s     | 28. November 2009 | Calgary        |
| 1000 m    | 1:09,70 min | 13. Dezember 2009 | Salt Lake City |
| 1500 m    | 1:49,40 min | 14. Februar 2009  | Kolomna        |
| 3000 m    | 3:55,52 min | 1. Februar 2008   | Kolomna        |
| 5000 m    | 6:57,78 min | 15. Dezember 2007 | Kolomna        |